# Closterocerus cruy
Closterocerus cruy är en stekelart som först beskrevs av Girault 1918.  Closterocerus cruy ingår i släktet Closterocerus och familjen finglanssteklar. Inga underarter finns listade i Catalogue of Life.